# Carolina Fadic
Carolina Fadic Maturana (née le 27 février 1974 à Santiago et morte le 12 octobre 2002 à Santiago) était une actrice et animatrice de télévision chilienne.

## Filmographie
| Films | Films               | Films            | Films               |
| Année | Titre               | Personnage       | Réalisateur         |
| ----- | ------------------- | ---------------- | ------------------- |
| 1995  | La Rubia de Kennedy | Rubia de Kennedy | Arnaldo Valsecchi   |
| 1999  | Los Secretos        |                  | Fernando Guarinello |
| 2000  | Monos con navaja    | Josefina         | Stanley Gonczanski  |
| 2001  | Antonia             | Antonia Moltedo  | Mariano Andrade     |

## Télévision

### Telenovelas
| Telenovelas | Telenovelas         | Telenovelas      | Telenovelas |
| Année       | Titre               | Rôle             | Chaîne      |
| ----------- | ------------------- | ---------------- | ----------- |
| 1994        | Rompecorazón        | Camila Sullivan  | TVN         |
| 1995        | Estúpido Cupido     | Mónica Tagle     | TVN         |
| 1997        | Oro Verde           | Antonia Sandoval | TVN         |
| 1998        | Iorana              | Paula Novoa      | TVN         |
| 1999        | Algo está cambiando | Karen Steinlein  | Megavisión  |
| 2000        | Sabor a Ti          | Ángela Herrera   | Canal 13    |
| 2001        | Piel Canela         | Katina Berger    | Canal 13    |

### Séries et unitaires
| Séries télévisées | Séries télévisées  | Séries télévisées | Séries télévisées |
| Année             | Titre              | Rôle              | Chaîne            |
| ----------------- | ------------------ | ----------------- | ----------------- |
| 2002              | Cuentos de Mujeres | Mariana           | TVN               |

### Émissions
| Émissions de télévision | Émissions de télévision | Émissions de télévision | Émissions de télévision |
| Année                   | Titre                   | Rôle                    | Chaîne                  |
| ----------------------- | ----------------------- | ----------------------- | ----------------------- |
| 2001-2002               | Primer Plano            | Présentatrice           | Chilevisión             |

## Théâtre
- 1997 : Restos Humanos o la verdadera naturaleza del amor
- 1998 : MunChile
- 2001 : Los jerarcas
- 2001 : El Tratado del Príncipe, la torre y las manos bermejas
- 2002 : Petrópolis

### Sources
- (es) Cet article est partiellement ou en totalité issu de l’article de Wikipédia en espagnol intitulé « Carolina Fadic » (voir la liste des auteurs).